# Piedras Blancas (Montevideo)
Piedras Blancas es un barrio del noreste de la ciudad de Montevideo. 

## Características
La extensión de tierras del hoy barrio de Piedras Blancas pertenecieron en su mayoría a don  Santiago Serra, un colaborador de José Artigas y integrante de la Asamblea de la Florida. Su nombre  hace referencia a los grandes peñascos de cuarzo de color lechoso que se encontraban en la zona y que se utilizaron en gran mayoría para la construcción y la fabricación de ruedas trituradoras de molinos de granos. Por aquellas épocas, en las inmediaciones y sobre todo del entonces camino Cuchilla Grande, antigua denominación de la Avenida José Belloni se encontraban instalados diversos molinos harineros. 
Esta zona ganaría popularidad cuando en 1904, José Batlle y Ordóñez adquirido el terreno donde instalaría su quinta, que sería el centro de la vida política nacional en el primer tercio del siglo XX. En las proximidades funcionó en 1914 el primer Centro Nacional de Aviación.
En 1936 se instaló el santuario de Nuestra Señora del Rosario de Pompeya, y en 1949 se construyó su actual templo, desde donde se venera la imagen réplica de la Virgen del Rosario que se encuentra en el Santuario de la Beata Vergine del Rosario en Italia.  Ésta advocación ha gozado de gran popularidad en el barrio no solo por la afluencia de migrantes italianos desde mediados del siglo XX sino por la abundancia de gracias alcanzadas por sus devotos.
Desde hace varios años, los días jueves y domingos se realiza la popular la feria semanal de Piedras Blancas, la cual ocupa las dos principales vías del barrio, la Avenida  General Flores y  la Avenida José Belloni.

## Transporte
Las líneas de ómnibus que transitan por distintas partes de Piedras Blancas son las siguientes:
- Por Avenida José Belloni: L46, 110, 169, 192, 268, 300, 456, 505, 11A, 6R6 y 15B
- Por Avenida Don Pedro de Mendoza: 71, 102, 102-106, 155, 175, 330, 456 y 15A
- Por Bulevar Aparicio Saravia: 405 y 155
- Por Camino Teniente Rinaldi: L46
- Por Camino Domingo Arena: 456
- Por Camino Repetto: 268 6